# آرتاشس پطروسیان
آرتاشس پطروسی پطروسیان (ارمنی: Արտաշես Պետրոսի Պետրոսյան؛ زادهٔ ۱۲ مهٔ ۱۹۸۵) یک مهندس و سیاستمدار اهل ارمنستان است که از تاریخ ۲۰۱۹ تا تاریخ سمت نمایندگی دوره هفتم مجلس ملی جمهوری ارمنستان را برعهده داشت.

## زندگی‌نامه
وی در ۲۳ مهٔ ۱۹۸۵ در ساراهات به دنیا آمد و از دانشگاه پلی‌تکنیک ارمنستان فارغ‌التحصیل شد. 